# 4 августа
4 августа — 216-й день года (217-й в високосные годы) по григорианскому календарю.
До конца года остаётся 149 дней.
До 15 октября 1582 года — 4 августа по юлианскому календарю, с 15 октября 1582 года — 4 августа по григорианскому календарю.
В XX и XXI веках соответствует 22 июля по юлианскому календарю.

## Праздники и памятные дни
См. также: Категория:Праздники 4 августа

### Национальные
- Острова Кука — День конституции.

### Профессиональные
- США — День береговой охраны.

### Религиозные
Православие
- Память мироносицы равноапостольной Марии Магдалины (I в.);
- перенесение мощей священномученика Фоки, епископа Синопского (403—404);
- память преподобного Корнилия Переяславского (1693);
- память священномученика Михаила Накарякова, пресвитера (1918);
- память священномученика Алексия Ильинского, пресвитера (1931).

### Именины
- Католические:
  - Доминик — Святой Доминик.
  - Иоанн — Жан Мари Вианней.
  - Протас[4].
- Православные[5] (дата по новому стилю):
  - Мужские:
    - Агапий (Агапей, Агап) — мученик Агапий.
    - Алексий (Алексей) — священномученик Алексий (Ильинский).
    - Зина — мученик Зина.
    - Киприан (Куприян) — Киприан Суздальский.
    - Корнилий (Корнелий, Корнила, Корнил, Корний, Корней) — преподобный Корнилий Переяславский.
    - Михаил — священномученик Михаил Накаряков.
    - Фока (Фокей, Фок, Фокан) — священномученик Фока Синопский.

  - Женские:
    - Мария (Марья) — равноапостольная Мария Магдалина.
    - Маркелла — мученица Маркелла Хиосская.

## События
См. также: Категория:События 4 августа

### До XX века
- 424 — Лю Илун становится 3-м императором Южной Сун после убийства своего племянника Лю Ифу.
- 1326 — на территории Кремля заложен первый в Москве каменный храм — церковь Успения Пресвятой Богородицы. Впоследствии на этом месте возвели Успенский собор.
- 1578 — произошла битва при Эль-Ксар-эль-Кебире, известная как «Битва трёх королей», приведшая к смерти всех троих монархов, участвовавших в ней, и ставшая прямой причиной утраты независимости Португалии спустя два года.
- 1662 — Медный бунт в Москве.
- 1687 — гетманом Левобережья избран Иван Мазепа.
- 1700 — высадка Карла XII на Зеландии.
- 1777 — в Лондоне состоялось первое в Европе цирковое представление, организованное отставным старшим сержантом 15-го полка лёгких драгунов Филипом Эстли. На круглой арене выступали наездники на лошадях[6].
- 1783
  - катастрофическое извержение вулкана Асама: тьма днём в японском регионе Канто и начало кульминационной фазы.
  - Россия и Грузия подписали Георгиевский трактат, установивший российский протекторат над Восточной Грузией.
- 1789 — «Ночь чудес» во Франции: Национальное собрание отменило бо́льшую часть сословных привилегий духовенства и дворянства.
- 1790 — Конгресс США постановил создать службу Revenue Marine Service, впоследствии United States Revenue Cutter Service[англ.].
- 1812 — соединение под Смоленском 1-й и 2-й русских армий М. Б. Барклая-де-Толли и П. И. Багратиона. Отступление от границ вызвало недовольство Барклаем и при дворе, и в армии, и в обществе.
- 1836 — в московском Кремле поднят из ямы Царь-Колокол. Установлен 26(7).
- 1879 — Эльзас и Лотарингия провозглашены «имперской землёй» Германии.

### XX век
- 1902 — открыт Гринвичский пешеходный туннель под рекой Темзой.
- 1903 — македонские повстанцы в г. Крушево провозгласили создание независимой Македонии.
- 1912 — совершён первый пассажирский перелёт через Ла-Манш, с двумя пассажирами на борту.
- 1914 — Первая мировая война: Великобритания объявила войну Германской империи.
- 1919 — парад Румынской Королевской армии в Будапеште. Свержение Венгерской советской республики.
- 1922 — похороны изобретателя Александра Белла. В течение минуты 13 миллионов телефонов по всей Северной Америке молчали.
- 1924 — установлены дипломатические отношения между Мексикой и СССР.
- 1936 — в Греции установлен тоталитарный режим 4 августа.
- 1944 — Карл Густав Эмиль Маннергейм избран президентом Финляндии.
- 1946 — открытие Вильнюсской детской железной дороги[7].
- 1951 — от Финляндского вокзала отправился первый электропоезд. К 1980-м годам вокзал по объёму пригородных перевозок выйдет на второе место среди всех вокзалов СССР.
- 1954 — свой первый полёт совершил британский сверхзвуковой самолёт P-1.
- 1962 — лидер организации Африканский национальный конгресс Нельсон Мандела заключён в тюрьму, в которой провёл 28 лет.
- 1964 — второй Тонкинский инцидент: два американских эсминца в Тонкинском заливе сообщили, что подверглись новой атаке северовьетнамских торпедных катеров.
- 1972 — начало изгнания индийцев из Уганды.
- 1984 — африканское государство Республика Верхняя Вольта сменило название на Буркина-Фасо.
- 1988 — Афганская война: заместитель командующего ВВС 40-й армии Александр Руцкой сбит пакистанским истребителем F-16.
- 1995 — началась операция «Буря», завершившаяся уничтожением Республики Сербская Краина и Республики Западная Босния.
- 1997 — вступил в силу Указ Президента Российской Федерации № 822 «Об изменении нарицательной стоимости российских денежных знаков и масштаба цен».

### XXI век
- 2002 — бывший король Афганистана Захир-шах вернулся в покои своего дворца, который он покинул 29 лет тому назад.
- 2007 — запущен космический аппарат НАСА «Феникс», предназначенный для исследования Марса.
- 2019 — массовое убийство в городе Дейтон, 10 погибших, включая нападавшего.
- 2020 — взрывы в порту Бейрута, более 200 погибших.

## Родились
См. также: Категория:Родившиеся 4 августа

### До XIX века
- 1521 — Урбан VII (в миру Джамбаттиста Кастанья; ум. 1590), 228-й папа римский (правил 12 дней, скончался от малярии).
- 1604 — Франсуа Эдлен, аббат д’Обиньяк (ум. 1676), французский драматург, театровед и литературовед.
- 1755 — Никола Жак Конте (ум. 1805), французский художник и учёный.
- 1757 — Владимир Боровиковский (ум. 1825), российский художник-портретист.
- 1769 — Василий Стасов (ум. 1848), русский архитектор.
- 1792 — Перси Биш Шелли (ум. 1822), английский поэт-романтик.

### XIX век
- 1819 — Джеймс Морис Примроуз (ум. 1892), британский генерал, участник Второй англо-афганской войны.
- 1821 — Луи Вюиттон (ум. 1892), французский предприниматель и дизайнер, основатель дома моды Louis Vuitton.
- 1827 — Йозеф Грубер (ум. 1900), австрийский отолог, доктор медицины, профессор Венского университета.
- 1834 — Джон Венн (ум. 1923), английский логик и философ, придумавший диаграмму Венна.
- 1854 — Мария Заньковецкая (ум. 1934), театральная актриса, народная артистка УССР.
- 1859 — Кнут Гамсун (настоящее имя Кнуд Педерсен; ум. 1952), норвежский писатель, лауреат Нобелевской премии (1920).
- 1862 — князь Сергей Трубецкой (ум. 1905), русский религиозный философ, публицист, общественный деятель.
- 1874 — Хеннинг Гренандер (ум. 1958), шведский фигурист, выступающий в одиночном катании; чемпион мира (1898 год).
- 1895 — Софья Гиацинтова (ум. 1982), актриса театра и кино, режиссёр, педагог, народная артистка СССР.
- 1898 — Николай Олейников (расстрелян в 1937), русский советский писатель, поэт, сценарист.
- 1900 — Елизавета Боуз-Лайон (ум. 2002), мать королевы Великобритании Елизаветы II.

### XX век
- 1901 — Луи Армстронг (ум. 1971), американский джазовый музыкант, лидер джаз-бэндов, композитор.
- 1904 — Витольд Гомбрович (ум. 1969), польский писатель-прозаик, драматург, эссеист.
- 1905
  - Борис Александров (ум. 1994), композитор, хоровой дирижёр, народный артист СССР.
  - Абейд Каруме (ум. 1972), первый президент Занзибара (1964—1972).
- 1908 — Курт Айххорн (ум. 1994), немецкий дирижёр.
- 1909 — Франко Джентилини (ум. 1981), итальянский художник-экспрессионист.
- 1910 — Уильям Шуман (ум. 1992), американский композитор.
- 1912
  - Александр Александров (ум. 1999), советский и российский математик, физик, философ, альпинист.
  - Рауль Валленберг (ум. 1947 или 1952), шведский дипломат, праведник народов мира.
- 1914 — Борис Ласкин (ум. 1983), советский писатель, сценарист, автор песен («Спят курганы тёмные» и др.).
- 1918 — Тхай Тхи Льен (ум. 2023), вьетнамская пианистка и музыкальный педагог.
- 1928 — Флора Кадар (ум. 2003), венгерская актриса театра и кино.
- 1939 — Олег Зайцев (ум. 1993), советский хоккеист, двукратный олимпийский чемпион, 4-кратный чемпион мира и Европы.
- 1943
  - Бьёрн Виркола, норвежский прыгун на лыжах с трамплина, двоеборец, футболист.
  - Маргарет Ли (ум. 2024), британская актриса, популярная исполнительница главных ролей в итальянском жанровом кино.
- 1945
  - Геннадий Бурбулис (ум. 2022), советский и российский политик и государственный деятель.
  - Виктор Смирнов (ум. 2017), советский и российский актёр театра и кино, народный артист РФ.
- 1946 — Рамазан Абдулатипов, российский политик и государственный деятель, глава Республики Дагестан (2014—2017).
- 1947 — Клаус Шульце (ум. 2022), немецкий композитор и музыкант, один из основоположников электронной музыки.
- 1948 — Джорджо Паризи, итальянский физик-теоретик, профессор.
- 1954 — Анатолий Кинах, украинский политик и предприниматель.
- 1955 — Билли Боб Торнтон, американский актёр, кинорежиссёр, сценарист и певец, обладатель «Оскара» и других наград.
- 1960 — Хосе Луис Родригес Сапатеро, испанский политический и государственный деятель, премьер-министр Испании (2004—2011).
- 1961 — Барак Обама, американский политик, 44-й президент США (2009—2017).
- 1963 — Нина Кирсо (ум. 2020), советская и украинская певица, солистка группы «Фристайл».
- 1965
  - Анастасия (Анастасия Минцковская), советская и российская певица, автор стихов и музыки.
  - Кристал Чаппелл, американская актриса, кинорежиссёр, сценарист и кинопродюсер.
- 1967 — Майкл Марш, американский спринтер, двукратный олимпийский чемпион (1992).
- 1968 — Ли Мак, британский стендап-комик и актёр.
- 1970 — Глеб Самойлов, советский и российский рок-музыкант, бывший участник «Агаты Кристи».
- 1972 — Евгений Дурнев, советский и российский футболист.
- 1974 — Кили Гонсалес, аргентинский футболист, олимпийский чемпион (2004).
- 1978 — Пер-Оге Скрёдер, норвежский хоккеист.
- 1981
  - Меган, герцогиня Сассекская, супруга принца Гарри, бывшая американская киноактриса и фотомодель.
  - Эбигейл Спенсер, американская киноактриса.
  - Аюми Танимото, японская дзюдоистка, двукратный олимпийская чемпионка (2004, 2008).
- 1983
  - Грета Гервиг, американская актриса, сценарист и режиссёр.
  - Анастасия Микульчина, российская актриса театра и кино, поэт.
- 1984 — Джен Лилли, американская актриса.
- 1985 — Даша Астафьева, украинская модель, певица, актриса и телеведущая.
- 1989
  - Ван Хао, китайский шахматист.
  - Джессика Маубой, австралийская R&B- и поп-певица, автор песен, актриса.
- 1991
  - Лена Дюрр, немецкая горнолыжница.
  - Люсинда Драйзек, британская киноактриса.
- 1992
  - Даниэле Гароццо, итальянский фехтовальщик на рапирах, олимпийский чемпион, многократный чемпион мира.
  - братья Дилан и Коул Спраус, американские актёры.
  - Тиффани Эванс, американская актриса и певица.
- 1993 — Джованни Ди Лоренцо, итальянский футболист.

## Скончались
См. также: Категория:Умершие 4 августа

### До XIX века
- 424 — Лю Ифу (р. 406), 2-й император Южной Сун.
- 1060 — Генрих I (р. 1008), третий король Франции из дома Капетингов (1031—1060).
- 1306 — убит Вацлав III (р. 1289), король Венгрии (1301—1305), король Польши и Чехии (1305—1306).
- 1525 — Андреа делла Роббиа (р. 1435), флорентийский скульптор, крупнейший мастер полихромной глазурованной терракоты (майолики).
- 1526 — Себастьян Элькано (р. 1486), испанский мореплаватель, завершивший после смерти Магеллана первое кругосветное путешествие.
- 1753 — Иоганн Готфрид Зильберман (р. 1683), немецкий органный мастер.

### XIX век
- 1804 — Адам Дункан (р. 1731), английский флотоводец, адмирал.
- 1849 — Анита Гарибальди (р. 1821), бразильско-итальянская революционерка, жена и соратница Джузеппе Гарибальди.
- 1872 — Вильгельм Випрехт (р. 1802), немецкий композитор, дирижёр, музыкальный деятель.
- 1875 — Ханс Кристиан Андерсен (р. 1805), датский писатель, поэт и сказочник.
- 1900 — Исаак Левитан (р. 1860), российский художник.

### XX век
- 1905 — Вальтер Флемминг (р. 1843), немецкий анатом, основатель цитогенетики.
- 1919 — Мишка Япончик (р. 1891), одесский налётчик, командир 54-го советского революционного полка имени Ленина.
- 1920 — Владимир Ребиков (р. 1866), русский композитор, пианист, музыкальный писатель.
- 1922
  - Николай Белелюбский (р. 1845), русский инженер и учёный в области строительной механики и мостостроения.
  - убит Энвер-паша (р. 1881), османский военный и политический деятель.
- 1927 — Эжен Атже (р. 1857), французский фотохудожник.
- 1930 — Зигфрид Вагнер (р. 1869), немецкий дирижёр и композитор, сын Рихарда Вагнера.
- 1940
  - Владимир Жаботинский (р. 1880), журналист, писатель и переводчик, активный деятель сионистского движения.
  - Дмитрий Философов (р. 1872), публицист, критик, общественный и политический деятель.
- 1941 — Михай Бабич (р. 1883), венгерский поэт.
- 1947 — Родни Джипси Смит (р. 1860), популярный британский проповедник-евангелист.
- 1948 — Милева Марич (р. 1875), первая жена Альберта Эйнштейна, преподавательница физики и математики.
- 1956 — Григорий Шайн (р. 1892), советский астроном, академик АН СССР.
- 1962 — Мэрилин Монро (р. 1926), американская киноактриса, певица, модель и секс-символ 1950-х годов.
- 1973 — Эдди Кондон (р. 1905), американский джазовый композитор, музыкант и певец.
- 1976
  - Михаил Луконин (р. 1918), русский советский поэт, журналист, военный корреспондент.
  - Рой Герберт Томсон (р. 1894), канадский медиамагнат, основатель Thomson Corporation.
- 1977 — Эрнст Блох (р. 1885), немецкий философ.
- 1978 — Лиля Брик (р. 1891), «муза русского авангарда», возлюбленная Владимира Маяковского.
- 1983 — Юрий Левитан (р. 1914), диктор Всесоюзного радио, народный артист СССР.
- 1984 — Роман Тихомиров (р. 1915), музыкант, кинорежиссёр и сценарист, народный артист РСФСР.
- 1991 — Евгений Драгунов (р. 1920), советский конструктор стрелкового оружия.
- 1993 — Самвел Кочарянц (р. 1909), учёный-конструктор, разработчик советских атомных и термоядерных боеприпасов, дважды Герой Социалистического Труда.
- 1994 — Евгений Пономаренко (р. 1909), украинский актёр театра и кино, народный артист СССР.
- 1997 — Жанна Луиза Кальман (р. 1875), старейшая из когда-либо живших на Земле людей, чьи даты рождения и смерти достоверно известны.
- 1998 — Юрий Артюхин (р. 1930), советский космонавт, Герой Советского Союза.
- 1999
  - Маргарита Агашина (р. 1924), советская и российская поэтесса, автор текстов известных песен.
  - Елена Юнгер (р. 1910), актриса Ленинградского театра комедии, народная артистка РСФСР.
- 2000 — Виктор Титов (р. 1939), советский и российский кинорежиссёр, сценарист.

### XXI век
- 2003
  - митрополит Антоний (в миру Андрей Борисович Блум; р. 1914), епископ Русской православной церкви, митрополит Сурожский, проповедник, философ.
  - Фредерик Чапмен Роббинс (р. 1916), американский вирусолог, лауреат Нобелевской премии (1954).
- 2006 — Джон Тильден Локк (р. 1943), американский пианист, участник рок-групп Spirit и Nazareth.
- 2007 — Ли Хезлвуд (р. 1929), американский певец, музыкант, автор песен, продюсер.
- 2016 — Зинаида Шарко (р. 1929), актриса театра и кино, народная артистка РСФСР.
- 2019 — Вилли Токарев (р. 1934), советский, американский и российский автор-исполнитель песен в жанре русский шансон.
- 2023 — Бонифас Александр (р.  1936), временный президент Гаити (2004—2006).
- 2024 — Ли Чжэндао (р. 1926), китайский и американский физик, лауреат Нобелевской премии по физике (1957).

## Приметы
Марьи добрый день, Марья-ягодница.
- Мария Магдалина — ягодница, попелуйница, сладостница.
- Соблюдая запрет работать в поле, крестьяне отправлялись в лес за ягодами. Шли в лес, главным образом, женщины, девушки, дети, подростки. Там, чтобы не потеряться, аукались, пели песни.
- Марья — громовой день. Марья-суровица, росная оконница.
- Не полагалось приниматься за какие-либо работы: за непочтение к празднику святая Мария Магдалина могла побить градом или ударить молнией.
- Коли гроза — сена будет за глаза[8].
- На Марью сильные росы — льны будут серы и косы.
- Вынимают из земли цветочные луковицы.